# FC Malisheva
FC Malisheva – kosowski klub piłkarski z siedzibą w mieście Mališevo. W sezonie 2021/2022 występuje w Superliga e Kosovës.

## Historia
Klub powstał w 2016 roku. W sezonie 2016/2017 został zgłoszony do rozgrywek Liga e Dytë e Kosovës. W pierwszym sezonie na tym poziomie rozgrywek zajął 6. miejsce. Sezon później było to trzecie, a w sezonie 2018/2019 wygrał ligę i awansował do Liga e Parë e Kosovës. Po dwóch latach gry w Liga e Parë wywalczył historyczny awans do Superligi.

## Sezony
| Sezon     | Liga              | M  | Z  | R | P  | Br+ | Br- | Pkt | Pozycja | Puchar          | Źródło |
| --------- | ----------------- | -- | -- | - | -- | --- | --- | --- | ------- | --------------- | ------ |
| 2016/2017 | Liga e Dytë (III) | 30 | 15 | 4 | 11 | 60  | 46  | 49  | 6.      | Runda wstępna 2 | [ 2 ]  |
| 2017/2018 | Liga e Dytë (III) | 32 | 24 | 2 | 6  | 107 | 39  | 74  | 3.      | 1/64 finału     | [ 3 ]  |
| 2018/2019 | Liga e Dytë (III) | 28 | 23 | 2 | 3  | 89  | 20  | 71  | 1. (A)  | brak danych     | [ 4 ]  |
| 2019/2020 | Liga e Parë (II)  | 20 | 9  | 3 | 8  | 23  | 18  | 30  | 7.      | 1/16 finału     | [ 7 ]  |
| 2020/2021 | Liga e Parë (II)  | 27 | 19 | 3 | 5  | 56  | 20  | 60  | 1. (A)  | 1/16 finału     | [ 8 ]  |
| 2021/2022 | Superliga (I)     |    |    |   |    |     |     |     |         |                 |        |

## Stadion
Klub piłkarski rozgrywa swoje mecze domowe na Stadiumi Liman Gegaj, który może pomieścić 1800 widzów.

## Europejskie puchary
Legenda do wszystkich tabel:
- Q – runda eliminacyjna, 1/16, 1/8, 1/4, 1/2 – odpowiednia faza rozgrywek, Grupa – runda grupowa, 1r gr – pierwsza runda grupowa, 2r gr – druga runda grupowa, F – finał, R – runda, PO – play-off
- k. – rzuty karne, los. – losowanie, Dogr. – dogrywka, w. – zasada bramek strzelonych na wyjeździe

| Sezon   | Rozgrywki        | Runda | Klub                | Dom | Wyjazd | Ogólnie |
| ------- | ---------------- | ----- | ------------------- | --- | ------ | ------- |
| 2024/25 | Liga Konferencji | 1Q    | Budućnost Podgorica | 1–0 | 0–3    | 1–3     |
| 2025/26 | Liga Konferencji | 1Q    | Víkingur Reykjavík  | 0–1 | 0–8    | 0–9     |